# Монетный акт США 1873 года
Монетный акт 1873 года — законодательный акт принятый конгрессом США 12 февраля 1873 года, определявший законодательную основу чеканки денег в США. Имел политические и экономические последствия. Де-факто означал отказ США от биметаллизма и внедрение золотомонетного стандарта. Вошёл в историю как «Преступление 1873-го» (англ. The Crime of 1873).

## Содержание
Согласно монетному акту содержание золота в монетах устанавливалось на уровне:
| Двойной орёл   | $20   | 516 гранов (33,4 г) стандартного золота    |
| Орёл           | $10   | 258 гранов (16,7 г) стандартного золота    |
| Пол-орла       | $5    | 129 гранов (8,36 г) стандартного золота    |
| Три доллара    | $3    | 77+4⁄10 грана (5,0 г) стандартного золота  |
| Четверть орла  | $2,50 | 64+5⁄10 грана (4,18 г) стандартного золота |
| Золотой доллар | $1    | 25+8⁄10 грана (1,67 г) стандартного золота |

Стандартным определялось 90 % золото и 90 % серебро.
Главной особенностью акта было то, что любой человек мог свободно обменять золотой слиток на аналогичное количество монет. До этого разрешалось обменивать как золотые так и серебряные слитки.

## Политические и экономические последствия
До введения монетного акта любой человек мог отдать на монетный двор слиток золота или серебра, получив соответствующее по весу и составу количество золотых или серебряных монет. Таким образом, монетная система была биметаллической. Соотношение цены серебра к золоту закреплялось законодательно.
Изменения в соотношении цены золота и серебра на рынке имели определённые последствия. Так, при повышении цены на золото предприимчивые люди выводили из оборота золотые монеты, затем их переплавляли и обменивали на серебряные слитки. Последние затем обменивались на соответствующее количество серебряных монет, которые вновь обменивались на золотые по номинальной стоимости. При повышении цены на серебро из обихода выводились серебряные монеты.
Монетный акт 1873 года де-факто отменял биметаллизм в США. Человек мог свободно отдать на монетный двор лишь слиток золота, получив за него соответствующее количество монет. США де-факто перешли на золотомонетный стандарт.
Вначале новый монетный акт не вызвал в обществе каких-либо разногласий. Однако вскоре было отмечено повышение цены золота относительно серебра. Так, если соотношение цены золота к серебру в 1870 году составляло около 1:15, то к 1896 оно достигло 1:40.
Повышение цены на золото привело к дефляции, то есть повышению покупательной способности денег — около 1,7 % в год. Дефляция в свою очередь вызывает целый ряд макроэкономических процессов. Так, уровень безработицы достиг в 1896 году 18 %. Кредиты стали труднодоступными, от чего в основном пострадали фермеры и мелкая буржуазия.
Также от монетного акта 1873 года пострадали серебряные шахты, владельцы которых имели сильное лобби в конгрессе. Согласно пролоббированному акту Бленда-Элисона 1878 года, монетный двор должен был закупать определённое количество серебра по завышенным ценам для чеканки серебряной долларовой монеты, которая перестала выпускаться после 1873 года. Начавшая чеканиться монета получила название моргановского доллара.
Вследствие вышеописанных процессов монетный акт 1873 года приобрёл политическое звучание. В лозунгах людей, требовавших его отмены и возврату к биметаллизму, он назывался не иначе как «преступлением 1873-го».
На президентских выборах 1896 года кандидат от демократической партии Уильям Брайан выступал за возобновление свободной чеканки серебряных монет, в то время как кандидат от республиканцев Мак-Кинли отстаивал золотой стандарт.
Снижение цены на золото, вызванное научными открытиями, сделавшими процесс добычи золота легче и, соответственно, дешевле, а также открытием новых залежей в Южной Африке и на Клондайке сделало отмену монетного акта 1873 года неактуальной.
Актом 1900 года в США золотой стандарт был установлен официально. Содержание чистого золота в долларе устанавливалось на уровне 1,50463 г.
Золотомонетный стандарт был отменён в США во время «Великой Депрессии» в 1933 году.